# 쟁점&토론
《쟁점&토론》은 KBS제주 1TV에서 매주 목요일 오전 11시에 방송하는 토론전문 텔레비전 프로그램이다.

## MC
- 김익태